# Malacothrix typica
Malacothrix typica is een zoogdier uit de familie van de Nesomyidae. De wetenschappelijke naam van de soort werd voor het eerst geldig gepubliceerd door A. Smith in 1834.